# Elaphria isse
Elaphria isse är en fjärilsart som beskrevs av William Schaus 1914. Elaphria isse ingår i släktet Elaphria och familjen nattflyn. Inga underarter finns listade i Catalogue of Life.